# 20e Legerkorps (Wehrmacht)
Het 20e Legerkorps (Duits: Generalkommando XX. Armeekorps) was een Duits legerkorps van de Wehrmacht tijdens de Tweede Wereldoorlog. Het korps nam deel aan de aanval op de Sovjet-Unie in juni 1941. Na de opmars naar Moskou volgde een jarenlange positionele strijd aan het centrale oostfront en in 1945 de omsingeling in Oost-Pruisen. Het via zee naar het westen geredde korps werd in de laatste weken van de oorlog in 1945 gebruikt om de pocket van Halbe te ontzetten en daarna terug naar de Elbe te brengen. 

## Krijgsgeschiedenis

### Oprichting
Het 20e Legerkorps werd opgericht op 17 oktober 1940 door de Wehrersatzinspektion in Berlijn.

### 1941

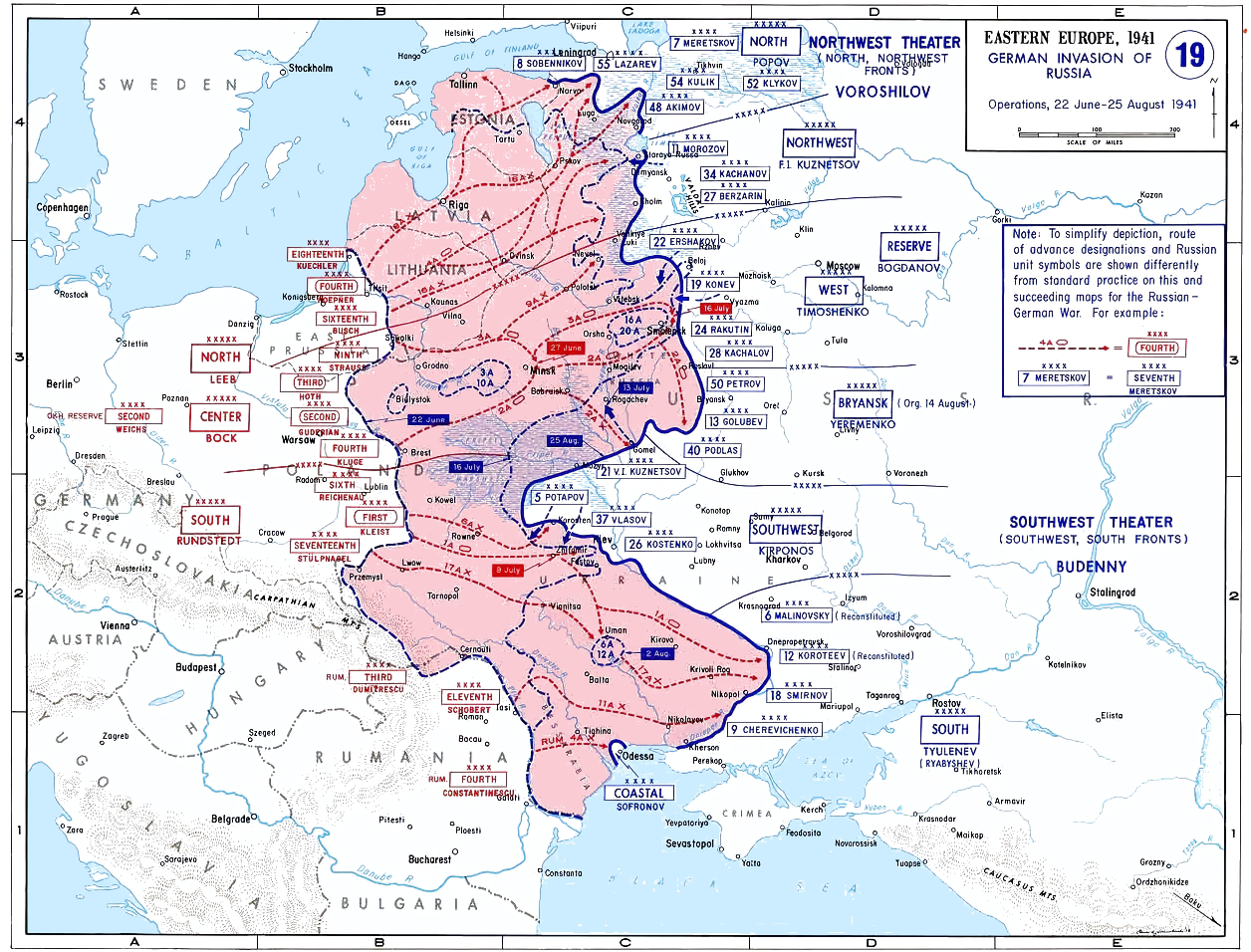
Situatie aan het oostfront juni-augustus 1941

Het korps bleef in Duitsland tot april 1941, en werd daarna naar Polen verplaatst. Bij het begin van Operatie Barbarossa op 22 juni 1941 viel het korps aan vanuit de zogenaamde Suwałki-"punt". Hiervoor beschikte het korps over de 129e, 162e en 256e Infanteriedivisies. De opmars volgde vanaf Augustów over de Bobr in de richting van Sokółka. In de Slag om Białystok-Minsk stond het korps tegenover Sovjet 10e Leger, en vormde in nauwe samenwerking met het rond Grodno staande 8e Legerkorps het noordelijke omsingelingsfront. Na korte tijd onder Panzergruppe 2 gevallen te zijn, schoof het korps midden augustus door naar het 4e Leger. Het korps werd na de Slag om Smolensk in de oostelijke frontboog bij Jelnja ingezet, met de 15e, 268e en 292e Infanteriedivisies. Krachtige tegenaanvallen door het nieuw gevormde Sovjet 24e Leger dwongen het 4e Leger om de stad Jelnja te evacueren en over te gaan op een stellingoorlogvoering begin september. Tijdens Operatie Taifun waren het korps de 7e, 78e en 268e Infanteriedivisies toegewezen. Op 22 oktober bereikte het korps de Moskouse verdedigingsstelling en bezette in gevechten met het Sovjet 3e Leger de stad Naro-Fominsk. De sinds kort onder bevel gekomen 3e Gemotoriseerde Divisie vestigde een oostelijk bruggenhoofd over de Nara en werd daarna op 8 november vervangen door de 258e Infanteriedivisie. Tegenaanvallen van het Sovjet 5e, 33e en 43e Leger creëerden een gat tussen het 7e Legerkorps en 9e Legerkorps en dwongen het korps (met 3e Gemotoriseerde Divisie, 183e en 292e Infanteriedivisies) vanaf 12 december om zich terug te trekken naar de Rusa-positie, en daarbij gingen Mozhaysk en Naro-Fominsk opnieuw verloren.

### 1942/43
Van januari 1942 tot februari 1943 lag het korps in het gebied rond Gzjatsk en oostelijk van Vjazma, eerst als onderdeel van het 4e Leger en vanaf april van het 3e Pantserleger in stellingoorlog, met onder bevel de 20e Pantserdivisie en de 17e, 183e, 255e, 258e en 292e Infanteriedivisies. In het najaar van 1942 kwam na de overdracht van de noordelijke sector aan het 9e Legerkorps,  de 31e Infanteriedivisie onder het korps. Na de reeks terugtrekkingen uit de boog van Rzjev als onderdeel van Operatie Büffel in maart 1943, werd het korps rond Spas-Demensk vrijgemaakt en aan het 2e Pantserleger gegeven. Het korps kreeg in april een frontdeel tussen Komarichi en Sevsk aan de westelijke saillant van Koersk, met de 45e, 72e, 137e en 251e Infanteriedivisies. Tijdens de Slag om Koersk dekte het korps de rechtervleugel van het 9e Leger, dat de noordelijke aanvallen leidde. Na het mislukken van het offensief trok het 9e Leger zich tot augustus terug achter de Desna. Het korps trok zich terug naar het gebied rond Trubchevsk en hield verbinding met het 2e Leger aan de rechterkant. In oktober 1943 werden de resten van de 6e, 31e en 102e Infanteriedivisies toegewezen aan het korps. In de verdere terugtrekking was het korps onder bevel van het 2e Leger en werd met de 102e en 292e Infanteriedivisies tot achter de Sozh gedrukt en moest vervolgens ook Gomel op 26 november ontruimen onder Sovjetdruk.

### 1944
Sinds eind 1943 beveiligde het korps het front langs de Pripjatmoerassen in het gebied Pinsk - Luninets samen met Hongaarse eenheden aan de rechtervleugel van het 2e Leger en daarmee de toegang tot Brest-Litovsk. Nadat de Sovjet-Operatie Bagration (vanaf 22 juni 1944) het front van Heeresgruppe Mitte verpletterd had, probeerde het korps (met Korps-Abteilung E, 137e en 251e Infanteriedivisies) de verbinding met het terugtrekkende 55e en 23e Legerkorps te onderhouden, onderwijl vechtend met Sovjet-partizanen. Tot 13 juli moest het korps, met de 7e Infanteriedivisie, de 203e Beveiligingsdivisie en Korps-Abteilung E aan de Yaselda, en met de resten van de 86e, 137e en 251e Infanteriedivisies langs de Pripjat, de oostelijke boog om Pinsk beveiligen. Daarna volgden terugtrekkende gevechten naar de Westelijke Boeg en daarna werd de verdediging van het fort Brest-Litovsk aan het korps overgedragen. In augustus werd het korps door het 1e Wit-Russische Front via Siedlce terug naar het noordoosten van Warschau geduwd. Langs deze frontlijn lag het korps vervolgens met de 7e, 102e en 211e Infanteriedivisies. In december nam het de sector van het 41e Pantserkorps over (dat naar Goldap verplaatst werd). Het front langs de Narew aan weerszijden van Ostrołęka werd verdedigd door de 35e en 252e Infanteriedivisies en de 542e Volksgrenadierdivisie.

### 1945
Op 12 en 13 januari begonnen het 1e en 3e Wit-Russische Front aan hun gelijktijdige offensief richting Oost-Pruisen. Nadat zowel de Memel- als de Narew-linie gevallen waren, moest het korps terug naar Allenstein, de Bobr-posities van de links aanleunende 55e en 6e Legerkorpsen onhoudbaar. Teruggedrongen naar de linie Heilsberg-Bartenstein begin februari 1945, was het korps deel van het 4e Leger. Tot eind maart 1945 restte slechts een smalle strook land aan het Frisches Haff. In de zogenaamde Heiligenbeil-pocket beschikte het korps nog over de armzalige resten van de 21e, 102e en 292e Infanteriedivisies en een Kampfgruppe van de 558e Volksgrenadierdivisie.
De korpsstaf werd over zee gered en kwam in Swinemünde aan en werd onmiddellijk onder bevel gebracht van het nieuw opgerichte 12e Leger in het gebied rond Magdeburg. Dit leger kreeg de opdracht om in de richting van Potsdam te gaan om het omsingelde Berlijn te ontzetten. Op 23 april kreeg het korps de merendeels uit RAD-eenheden gevormde divisies "Theodor Körner", "Ulrich von Hutten", "Ferdinand von Schill" en "Scharnhorst" toegewezen. Tijdens deze operatie, op 29 april, braken ongeveer 25.000 Duitse soldaten van het 9e Leger en ongeveer 5.000 burgers uit de zogenaamde pocket van Halbe in Beelitz naar het korps door. Op de avond van 1 mei begon de terugtrekkende beweging via Wollin naar het Elbe bruggenhoofd. De resterende artillerie ondersteunde de achterhoede, die werd gevormd door de divisie "Ulrich von Hutten". De divisie "Theodor Körner" gaf zijn posities tussen Niemegk en Treuenbrietzen op en volgde via Bad Belzig naar Schönhausen. Op 1 mei kreeg het korps ook de divisie "Friedrich Ludwig Jahn" toegewezen, die uit Potsdam uitgebroken was. Het Plauer-kanaal werd op 2 mei overgestoken en op 5 mei werd tussen Schmetzdorf en Wusterdamm een verdedigend front gevormd. De staf van het korps verhuisde op 6 mei naar Fischbeck aan de Elbe. Zonder sterke Sovjet-achtervolging konden de troepen de vernietigde brug in Tangermünde bereiken en daar in westerse gevangenschap gaan.
Het 20e Legerkorps capituleerde op 7 mei 1945 in Tangermünde aan de US 102e Infanteriedivisie van het US 9e Leger.

## Bovenliggende bevelslagen
| Leger          | Legergroep            | Plaats/regio               | Begin            | Eind             |
| -------------- | --------------------- | -------------------------- | ---------------- | ---------------- |
| 11. Armee      | Heeresgruppe C        | Heimat                     | 17 oktober 1940  | april 1941       |
| 18. Armee      | Heeresgruppe B        | Generaal-gouvernement      | april 1941       | mei 1941         |
| 9. Armee       | Heeresgruppe B        | Generaal-gouvernement      | mei 1941         | 21 juni 1941     |
| 9. Armee       | Heeresgruppe Mitte    | Bialystok, Smolensk        | 22 juni 1941     | 30 juli 1941     |
| Panzergruppe 2 | Heeresgruppe Mitte    | Smolensk                   | 30 juli 1941     | 23 augustus 1941 |
| 4. Armee       | Heeresgruppe Mitte    | Vjazma, Moskou             | 23 augustus 1941 | januari 1942     |
| 4. Panzerarmee | Heeresgruppe Mitte    | Gzjatsk                    | januari 1942     | mei 1942         |
| 3. Panzerarmee | Heeresgruppe Mitte    | Gzjatsk                    | mei 1942         | januari 1943     |
| 4. Armee       | Heeresgruppe Mitte    | Spas-Demensk               | februari 1943    | maart 1943       |
| 2. Panzerarmee | Heeresgruppe Mitte    | Orel                       | april 1943       | juni 1943        |
| 9. Armee       | Heeresgruppe Mitte    | Orel                       | juli 1943        | augustus 1943    |
| 2. Armee       | Heeresgruppe Mitte    | Desna, Gomel, Pripjat      | september 1943   | maart 1944       |
| 9. Armee       | Heeresgruppe Mitte    | Pripjat                    | april 1944       | april 1944       |
| 2. Armee       | Heeresgruppe Mitte    | Pripjat, Boeg, Narew       | mei 1944         | 19 januari 1945  |
| 4. Armee       | Heeresgruppe Nord     | Oost-Pruisen, Heiligenbeil | 19 januari 1945  | eind maart 1945  |
| 12. Armee      | Heeresgruppe Weichsel | Elbe                       | 16 april 1945    | 7 mei 1945       |

## Commandanten

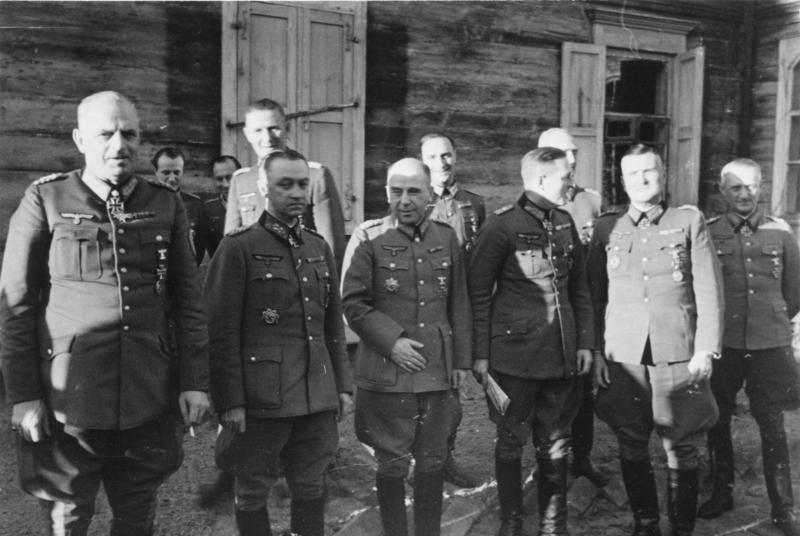
General Rudolf Freiherr von Roman (2e van rechts)

| Rang                                                                                               | Naam                      | Begin             | Eind              |
| -------------------------------------------------------------------------------------------------- | ------------------------- | ----------------- | ----------------- |
| General der Infanterie                                                                             | Friedrich Materna         | 17 oktober 1940   | 10 september 1942 |
| Generalmajor Generalleutnant (vanaf 1 oktober 1942) General der Artillerie (vanaf 1 november 1942) | Rudolf Freiherr von Roman | 10 september 1942 | 14 februari 1943  |
| General der Infanterie                                                                             | Erwin Vierow              | 14 februari 1943  | 10 maart 1943     |
| General der Artillerie                                                                             | Rudolf Freiherr von Roman | 10 maart 1943     | december 1943     |
| General der Infanterie                                                                             | Edgar Röhricht            | december 1943     | januari 1944      |
| General der Artillerie                                                                             | Rudolf Freiherr von Roman | januari 1944      | 1 april 1945      |
| General der Kavallerie                                                                             | Karl-Erik Köhler          | 1 april 1945      | 7 mei 1945        |